# Сакена
Сакена (ісп. Saquena) — селище у районі Секена, провінція Рекена регіону Лорето.

## Географія
Сакена розташовується на заході Амазонської низовини у східному Перу, лежить у нижній течії Укаялі.

### Клімат
Селище знаходиться у зоні, котра характеризується вологим тропічним кліматом. Найтепліший місяць — грудень із середньою температурою 27.3 °C (81.1 °F). Найхолодніший місяць — червень, із середньою температурою 25.8 °С (78.4 °F).
| Клімат Сакени           | Клімат Сакени | Клімат Сакени | Клімат Сакени | Клімат Сакени | Клімат Сакени | Клімат Сакени | Клімат Сакени | Клімат Сакени | Клімат Сакени | Клімат Сакени | Клімат Сакени | Клімат Сакени | Клімат Сакени |
| Показник                | Січ.          | Лют.          | Бер.          | Квіт.         | Трав.         | Черв.         | Лип.          | Серп.         | Вер.          | Жовт.         | Лист.         | Груд.         | Рік           |
| Середня температура, °C | 26,9          | 26,8          | 26,8          | 26,5          | 26,3          | 25,8          | 25,9          | 26,5          | 26,9          | 27            | 27            | 27,3          | 26,6          |
| Норма опадів, мм        | 229.7         | 246           | 242.2         | 243.8         | 209.6         | 181           | 121.3         | 130           | 169.4         | 205.7         | 217.2         | 242.4         | 2438.3        |
| Днів з опадами          | 20,9          | 20,1          | 22,5          | 19,8          | 19,2          | 17,4          | 16,1          | 14,8          | 16,3          | 17,2          | 19,1          | 20,6          | 224           |
| Вологість повітря, %    | 81.1          | 82.4          | 83.5          | 84.8          | 84.2          | 83.3          | 82.2          | 80.1          | 79.7          | 80.7          | 81.3          | 81.3          | 82.1          |
| ----------------------- | ------------- | ------------- | ------------- | ------------- | ------------- | ------------- | ------------- | ------------- | ------------- | ------------- | ------------- | ------------- | ------------- |
| Джерело: Weatherbase    |               |               |               |               |               |               |               |               |               |               |               |               |               |